# Hendrik W. Bode Lecture Prize
O Hendrik W. Bode Lecture Prize  é um prêmio concedido pela IEEE Control Systems Society (CSS) para reconhecer contribuições de destaque para a ciência ou engenharia de sistemas de controle. Foi estabelecido em 1989, em homenagem a Hendrik Wade Bode (1905–1982), um pioneiro da moderna teoria de controle e engenharia de sistemas, que revolucionou o conteúdo e a metodologia de seus campos de pesquisa escolhidos durante sua longa carreira no Bell Labs e Universidade Harvard.
O destinatário do prêmio dá uma palestra plenária na IEEE Conference on Decision and Control (CDC) anual. A palestra inaugural do Prêmio Bode foi proferida por Gunter Stein na 28º IEEE CDC em Tampa, Flórida, em 15 de dezembro de 1989.

## Recipientes
- 1989: Gunter Stein[3]
- 1990: David Luenberger
- 1991: Petar V. Kokotovic
- 1992: Brian Anderson
- 1993: Michael Athans
- 1994: Gene Franklin
- 1995: Kumpati S. Narendra
- 1996: Jurgen Ackermann[4]
- 1997: Edward J. Davison[5][6]
- 1998: J. Boyd Pearson[7]
- 1999: Graham C. Goodwin
- 2000: Mathukumalli Vidyasagar
- 2001: Alberto Isidori
- 2002: Eduardo Daniel Sontag
- 2003: Lennart Ljung
- 2004: Tamer Başar
- 2005: Pravin Varaiya
- 2006: Arthur J. Krener
- 2007: P. S. Krishnaprasad[8]
- 2008: Christopher Byrnes[9][10]
- 2009: Peter Edwin Caines
- 2010: Manfred Morari
- 2011: John Baillieul
- 2012: Jessy W. Grizzle[11]
- 2013: B. Ross Barmish[12]
- 2014: Bruce Francis[13]
- 2015: Hassan Khalil[14]
- 2016: Richard M. Murray[15]
- 2017: Naomi Leonard[16]
- 2018: Mark W. Spong[17]
- 2019: Lei Guo
- 2020: Kristin Ytterstad Pettersen[18]